# 1841 год
1841 (ты́сяча восемьсо́т со́рок пе́рвый) год  по григорианскому календарю — невисокосный год, начинающийся в пятницу. Это 1841 год нашей эры, 1‑й год 5‑го десятилетия XIX века 2‑го тысячелетия, 2‑й год 1840‑х годов. Он закончился 184 года назад.
| Пн | Вт | Ср | Чт | Пт | Сб | Вс |
|    |    |    |    | 1  | 2  | 3  |
| 4  | 5  | 6  | 7  | 8  | 9  | 10 |
| 11 | 12 | 13 | 14 | 15 | 16 | 17 |
| 18 | 19 | 20 | 21 | 22 | 23 | 24 |
| 25 | 26 | 27 | 28 | 29 | 30 | 31 |

| Пн | Вт | Ср | Чт | Пт | Сб | Вс |
| 1  | 2  | 3  | 4  | 5  | 6  | 7  |
| 8  | 9  | 10 | 11 | 12 | 13 | 14 |
| 15 | 16 | 17 | 18 | 19 | 20 | 21 |
| 22 | 23 | 24 | 25 | 26 | 27 | 28 |

| Пн | Вт | Ср | Чт | Пт | Сб | Вс |
| 1  | 2  | 3  | 4  | 5  | 6  | 7  |
| 8  | 9  | 10 | 11 | 12 | 13 | 14 |
| 15 | 16 | 17 | 18 | 19 | 20 | 21 |
| 22 | 23 | 24 | 25 | 26 | 27 | 28 |
| 29 | 30 | 31 |    |    |    |    |

| Пн | Вт | Ср | Чт | Пт | Сб | Вс |
|    |    |    | 1  | 2  | 3  | 4  |
| 5  | 6  | 7  | 8  | 9  | 10 | 11 |
| 12 | 13 | 14 | 15 | 16 | 17 | 18 |
| 19 | 20 | 21 | 22 | 23 | 24 | 25 |
| 26 | 27 | 28 | 29 | 30 |    |    |

| Пн | Вт | Ср | Чт | Пт | Сб | Вс |
|    |    |    |    |    | 1  | 2  |
| 3  | 4  | 5  | 6  | 7  | 8  | 9  |
| 10 | 11 | 12 | 13 | 14 | 15 | 16 |
| 17 | 18 | 19 | 20 | 21 | 22 | 23 |
| 24 | 25 | 26 | 27 | 28 | 29 | 30 |
| 31 |    |    |    |    |    |    |

| Пн | Вт | Ср | Чт | Пт | Сб | Вс |
|    | 1  | 2  | 3  | 4  | 5  | 6  |
| 7  | 8  | 9  | 10 | 11 | 12 | 13 |
| 14 | 15 | 16 | 17 | 18 | 19 | 20 |
| 21 | 22 | 23 | 24 | 25 | 26 | 27 |
| 28 | 29 | 30 |    |    |    |    |

| Пн | Вт | Ср | Чт | Пт | Сб | Вс |
|    |    |    | 1  | 2  | 3  | 4  |
| 5  | 6  | 7  | 8  | 9  | 10 | 11 |
| 12 | 13 | 14 | 15 | 16 | 17 | 18 |
| 19 | 20 | 21 | 22 | 23 | 24 | 25 |
| 26 | 27 | 28 | 29 | 30 | 31 |    |

| Пн | Вт | Ср | Чт | Пт | Сб | Вс |
|    |    |    |    |    |    | 1  |
| 2  | 3  | 4  | 5  | 6  | 7  | 8  |
| 9  | 10 | 11 | 12 | 13 | 14 | 15 |
| 16 | 17 | 18 | 19 | 20 | 21 | 22 |
| 23 | 24 | 25 | 26 | 27 | 28 | 29 |
| 30 | 31 |    |    |    |    |    |

| Пн | Вт | Ср | Чт | Пт | Сб | Вс |
|    |    | 1  | 2  | 3  | 4  | 5  |
| 6  | 7  | 8  | 9  | 10 | 11 | 12 |
| 13 | 14 | 15 | 16 | 17 | 18 | 19 |
| 20 | 21 | 22 | 23 | 24 | 25 | 26 |
| 27 | 28 | 29 | 30 |    |    |    |

| Пн | Вт | Ср | Чт | Пт | Сб | Вс |
|    |    |    |    | 1  | 2  | 3  |
| 4  | 5  | 6  | 7  | 8  | 9  | 10 |
| 11 | 12 | 13 | 14 | 15 | 16 | 17 |
| 18 | 19 | 20 | 21 | 22 | 23 | 24 |
| 25 | 26 | 27 | 28 | 29 | 30 | 31 |

| Пн | Вт | Ср | Чт | Пт | Сб | Вс |
| 1  | 2  | 3  | 4  | 5  | 6  | 7  |
| 8  | 9  | 10 | 11 | 12 | 13 | 14 |
| 15 | 16 | 17 | 18 | 19 | 20 | 21 |
| 22 | 23 | 24 | 25 | 26 | 27 | 28 |
| 29 | 30 |    |    |    |    |    |

| Пн | Вт | Ср | Чт | Пт | Сб | Вс |
|    |    | 1  | 2  | 3  | 4  | 5  |
| 6  | 7  | 8  | 9  | 10 | 11 | 12 |
| 13 | 14 | 15 | 16 | 17 | 18 | 19 |
| 20 | 21 | 22 | 23 | 24 | 25 | 26 |
| 27 | 28 | 29 | 30 | 31 |    |    |

## События
- 22 января — военный переворот в Асунсьоне. Правящая хунта Парагвая во главе с Мануэлем Антонио Ортисом свергнута. К власти пришёл гражданский триумвират Хуана Хосе Медины[1].
- 19 февраля — военный переворот в Парагвае, гражданский триумвират свергнут, к власти пришёл командующий армией Мариано Роке Алонсо[1].
- 4 марта — на пост президента США вступил 9-й президент генерал Уильям Генри Гаррисон
- 12 марта — в Асунсьоне впервые за 25 лет собрался Национальный конгресс Парагвая. Он учредил консулат и назначил консулами Мариано Роке Алонсо и Карлоса Антонио Лопеса[1].
- 4 апреля — от воспаления лёгких скончался новый президент США генерал Уильям Генри Гаррисон. К присяге как 10-й президент США приведён вице-президент Джон Тайлер.
- 16 апреля — свадьба будущего российского императора Александра II и принцессы Гессен-Дармштадтской Марии Александровны[2].
- 22 мая — начало восстания крестьян в грузинском крае Гурия
- 26 мая — в ходе Первой опиумной войны британские вооружённые силы взяли крупнейший китайский портовый город Кантон; китайские власти обязались возобновить англо-китайскую торговлю и выплатить англичанам 6 млн юаней серебром, то есть чуть менее 16 тонн серебра[3].
- 1 июня — султан Османской империи Абдул-Меджид I издал фирман, по которому Мухаммед Али Египетский оставался правителем только Египта и Судана. Египетская армия сокращалась до 18 000 человек, Египет лишался права строить военные корабли[4].
- 11 июня — оставил пост президент Боливии генерал Хосе Мигель Веласко Франко[5].
- 28 июня — в Париже в театре Гранд-Опера состоялась премьера балета композитора Адольфа Адана «Жизель».
- 5 июля — британский предприниматель Томас Кук открыл первое в истории туристическое агентство, сейчас известное как Thomas Cook Group.
- 17 июля — В Лондоне вышел первый номер юмористического иллюстрированного еженедельного журнала «Панч».
- 19 сентября — указом Леопольда I основана Королевская академия медицины Бельгии[6].
- 22 сентября — к власти в Боливии приходит генерал Хосе Бальивиан Сегурола[5].
- Сентябрь — Кенесары Касымов был провозглашён общеказахским ханом восстановленного Казахского ханства[7].
- 10—13 октября — англичанами взяты города Чжэньхай и Нинбо китайской провинции Чжэцзян; в Первой опиумной войне наступает зимнее затишье.[источник не указан 2581 день]
- 2 ноября — Первая англо-афганская война: массовое антибританское восстание в Кабуле, возглавленное родственниками свергнутого эмира Дост Мухаммеда. Британский резидент Александр Бёрнс убит, шах Афганистана Шуджа уль-Мульк укрылся в цитадели Бала-Хиссар[8].
- 12 ноября — Николай I подписал Устав сберегательных касс, который регулировал деятельность первых сберегательных касс в России[9].
- 18 ноября — в битве при Ингави убит президент Перу Августин Гамарра, пытавшийся отвоевать у Боливии Ла-Пас с прилегающей территорией. Перуанская армия разгромлена[10].
- 25 ноября — Первая англо-афганская война: на мосту через реку Кабул начались переговоры между британским командованием и лидерами афганских повстанцев во главе с сыном Дост Мухаммеда Акбар-ханом[11].
- 11 декабря — Первая англо-афганская война: в окрестностях Кабула заключено соглашение о выводе британских войск из Афганистана[12].
- 13 декабря — Первая англо-афганская война: британские войска покинули центр Кабула. Шах Шуджа уль Мульк осаждён повстанцами в цитадели Бала-Хиссар[13].
- 23 декабря — Первая англо-афганская война: во время переговоров афганцы убивают британского представителя майора Макнотона и объявляют недействительными ранее достигнутые договорённости[14].
- Оккупация британцами Гонконга.
- Британский полярный исследователь Джеймс Росс в Антарктике открыл море Росса, вулканы Эребус и Террор.

## Родились
См. также: Категория:Родившиеся в 1841 году
- 27 января — Архип Иванович Куинджи, русский художник-пейзажист.
- 28 января — Василий Осипович Ключевский, русский историк, академик.
- 28 января — Генри Мортон Стэнли, журналист, путешественник, исследователь Африки.
- 26 февраля — Ивлин Бэринг, 1-й граф Кромер, английский политический деятель, генеральный консул Великобритании и фактический правитель Египта в 1883 — 1907 годах (ум. 1917).
- 4 марта – Кристиан Мандруп Эльстер, норвежский писатель.
- 14 апреля — Джон Форстер Алкок (англ. John Forster Alcock) (ум. 1910) — футболист, один из организаторов Футбольной ассоциации Англии.
- 30 мая — Константин Константинович Абаза, русский военный историк и писатель.
- 2 июля — Александр Михайлович Зайцев, русский химик.
- 29 июня — Альберт Хирш (ум. 1927), австрийский народный композитор, поэт, певец, актёр, режиссёр и драматург.
- 30 августа — Михаил Петрович Драгоманов, украинский историк и общественный деятель.
- 28 сентября — Жорж Бенжаме́н Клемансо́, французский политик и государственный деятель, премьер-министр Франции в 1906 — 1909 и 1917 — 1920 годах (ум.1929)
- 15 октября — Савва Иванович Мамонтов, русский предприниматель и меценат (ум. в 1918).
- 16 октября — Ито Хиробуми, выдающийся японский политический и государственный деятель, первый премьер-министр Японии. (ум. в 1909).
- 17 октября — Иоганн Карл Франц Хассе, немецкий врач, анатом и педагог; доктор медицины (ум. 1922)[15].
- 1 ноября — Ыбырай Алтынсарин, казахский педагог-просветитель, писатель, фольклорист, общественный деятель, учёный-этнограф.

## Скончались
См. также: Категория:Умершие в 1841 году
- 5 февраля — Пер Адольф Гранберг, шведский писатель, поэт, публицист, переводчик.
- 1 марта — Клод Виктор-Перрен, маршал Франции, герцог Беллунский (род. 1764)
- 4 апреля — Уильям Генри Гаррисон (р. 1773), американский политик, 9-й президент США (с 4 марта по 4 апреля 1841 г.).
- 21 апреля — Александр Семёнович Шишков, русский филолог, государственный и общественный деятель, министр народного просвещения, адмирал.
- 23 мая — Франц Ксавер фон Баадер, немецкий врач и философ.
- 6 июня — Кристиан (Христиан) Георг Хорнбостель — австрийский предприниматель; основатель Национального банка Австрии.
- 27 июля — Михаил Юрьевич Лермонтов, русский поэт.